# Walk This Way
Walk This Way är en låt ursprungligen framförd av Aerosmith som skrevs av Steven Tyler och Joe Perry. Låten släpptes som andra singel från albumet Toys in the Attic från 1975 och nådde nummer 10 på Billboard Hot 100 och var den enda Aerosmith-låten som nådde topp-tio på 1970-talet tillsammans med nysläppet av Dream On. 1986 gjorde rapparna Run DMC en cover på låten tillsammans med Steven Tyler och Joe Perry. Låten finns med i TV-spelen Just Dance 2015 och Guitar Hero: Aerosmith.